# Gregoire Boonzaier
Gregoire Johannes Boonzaier (31 julho 1909 - 22 abril 2005) foi um pintor sul-africano conhecido pelas paisagens, retratos e natureza morta. Ele foi um famoso expoente do Impressionismo do Cabo, fundador do New Group e através das suas obras de arte, uma figura ativa na luta contra o apartheid.

Boonzaier, auto-retrato

## Biografia
Gregoire Boonzaier era o quinto filho do desenhista animador político Daniël Cornelis Boonzaier e da sua parente, Maria Elizabeth Boonzaier. Gregoire conheceu de muito cedo os artistas Pieter Wenning, Nita Spilhaus, Moses Kottler e Anton van Wouw, todos eles amigos próximos da família.
Foi Moses Kottler quem primeiro deu a Gregoire como presente, uma caixa de tintas em 1922 e a Nita Spilhaus um cavalete em 1926, acendendo a chama criativa que perduraria durante mais de oitenta anos. O pai de Gregoire era totalmente contra a instrução formal em arte e sentia que este tinha muito mais a aprender com os artistas do seu círculo. Em 1923, as suas duas primeiras pinturas a óleo foram expostas na Ashbey's Gallery na Cidade do Cabo, com um simples  "GREGOIRE" como assinatura. A primeira exposição individual ocorreu dois anos depois - Gregoire viria a organizar mais de 100 exposições individuais durante a sua carreira de pintor.
Após uma desavença amarga com o pai em 1932, Gregoire mudou-se para o seu próprio estúdio na Cidade do Cabo e depois de uma exposição de sucesso visitou a Inglaterra em 1934, onde foi aluno com Terence McCaw e Frieda Lock, na Heatherley School of Fine Art  de Bernard Adams e formação em técnicas de arte gráfica na Central School of Art and Design de Londres. As suas pinturas iniciais foram fortemente influenciadas por Pieter Wenning, depois absorveu os trabalhos de Van Gogh, Cézanne, Utrillo e Braque, à Rússia enigmática onde as suas inclinações socialistas são reforçadas. Retornou ao Cabo três anos depois para ajudar a fundar o Novo Grupo (New Group), com Terence McCaw, Frieda Lock, Lippy Lipshitz, Walter Battiss entre outros, e serviu como o seu primeiro presidente durante dez anos. O New Group serviu como fórum e porta-voz da nova geração artística sul-africana durante quase 15 anos, realizando exposições em todo o país e proporcionando às áreas rurais um vislumbre das novas tendências da arte. Foi também membro durante seis anos do Conselho da Galeria Nacional da África do Sul, na Cidade do Cabo.
Boonzaier fez da Cidade do Cabo a sua base e obras subsequentes continham como tema vistas do Distrito Seis e do Quarteirão Malaio, registando a vida colorida nessas áreas de Cape Town. Após a Segunda Guerra Mundial mudou-se para Onrusrivier, uma vilazinha que ele já conhecia, situada próximo de Hermanus.
Participou com 43 artistas SA, na "Exhibition of South African Art" na Tate Gallery de Londres em 1948.

## Honras e prémios
Boonzaier recebeu três doutorados honorários. Os seus numerosos prémios e condecorações incluíram a Ordem por Serviços Meritórios, prata, apresentada por Nelson Mandela em 1999. As suas obras encontram-se em coleções particulares e corporativas espalhadas pelo mundo.

## Morte
Em 2003 os filhos de Gregoire, Anton e Emile, juntamente com o contabilista da família Sybrand Smit, assumiram as finanças do seu estúdio de arte. No mesmo ano Marie, parceira de Boonzaier durante cerca de 60 anos, sucumbiu a um derrame cerebral. Em novembro de 2004, Boonzaier completou algumas obras e arrumou o seu estúdio pela última vez. Em fevereiro de 2005, deitou-se em greve de fome, à espera da sua morte, que ocorreu às 22h15 a 22 de abril.